# برسية بيضاء
برسية بيضاء (الاسم العلمي:Gnaphalium albescens) هي نوع من النباتات تتبع جنس البرسية من الفصيلة النجمية.